# 아톰케어
아톰케어(영어: AtomCARE)는 대한민국 방사선 사고시 원자력발전소의 상황을 신속 정확하게 파악하고, 방사선 영향과 피해지역, 그리고 필요한 대응조치 등을 예측하기 위해 원자력안전위원회 산하 한국원자력안전기술원에서 1996년부터 운영하는 통합 방사능 재난 대응 시스템이다.

대한민국 원자력 발전소 위치도

## 이름
아톰케어는 원자력 방사능 방재 시스템으로 “AtomCARE”는 CARE(Computerized technical Advisory system for a Radiological Emergency, 방사능방재대책기술지원전산시스템)에 Atom(원자)을 붙여 “원자력을 안전하게 관리한다”(Atomic Care)라는 뜻이다.

## 특징
평시에는 원자력발전소의 안전운영을 실시간으로 감시하고, 비상시에는 사고상황을 신속하게 파악해 방사선의 영향으로부터 국민을 보호하는 역할을 한다. 대한민국 21개소 모든 원전의 안전상태에 관한 원자로 증기발생기내 온도 압력, 전원 공급상황, 발전소 주변 풍향 풍속 등 2,000~ 3,000 여 가지의 정보를 데이터 전용선을 통해 15초 마다 수집 분석하고,비정상상태가 나타날 경우 원자력안전위원회와 한국원자력안전기술원 방재대응 직원들에게 이동전화로 메시지가 전달된다. 또 이상 상태가 발생하면 수집된 정보를 바탕으로 방사성 물질의 외부 누출 가능성 진단이 이뤄지고 기상정보와 지리정보를 통해 피해예상 지역을 도출한다. 또 실제로 측정한 환경 방사능 감시값과 비교해 적절한 방재대책을 수립하도록 지원한다.

## 기타
1993년 고안된방재 시스템으로 국제원자력기구의 비상대응센터(IEC)에 관련 기술을 제공했다. 측정소 방사선 자료를 분석해서 북한 핵실험 여부와 안전대책에 대한 분석을 한다.